# یواس‌اس ادونس (۱۸۶۲)
یواس‌اس ادونس (۱۸۶۲) (به انگلیسی: USS Advance (1862)) یک کشتی بود که طول آن ۲۳۰ فوت (۷۰ متر) بود. این کشتی در سال ۱۸۶۲ ساخته شد.